# 칼미크 (말)
칼미크는 러시아의 돈강과 볼가강 하류에 있는 칼미크 초원에 살고 있으며, 어깨높이 1.3m의 작은 몸집이나 식성이 강하고 추위에 잘 견디며 지구력이 강하여 다양한 용도에 쓰인다.